# Rakúsy
Rakúsy (Hongaars: Rókus) is een Slowaakse gemeente in de regio Prešov, en maakt deel uit van het district Kežmarok.
Rakúsy telt 2.535 inwoners.
Volgens de volkstelling van 2021 is Rakúsy de gemeente met het op een na hoogste percentage Roma in Slowakije: 70,76% van de bevolking was Roma. De overige inwoners waren vooral etnische Slowaken (27,26%).